# F-1 (satelita)
F 1 – wietnamski pikosatelita (CubeSat 1U) edukacyjny zbudowany przez laboratorium FSpace przy prywatnej uczelni FPT University z Hanoi. Wyniesiony w kosmos 21 lipca 2012. Satelizowany 4 października 2012 z pokładu automatycznego statku transportowego HTV-3 przez firmę NanoRacks. Misja statku została uznana za nieudaną, gdyż nigdy nie odebrano z niego sygnału. Przyczyną awarii była najpewniej usterka układu zasilania. Radioamatorskie wywołanie statku brzmiało XV1VN.
Korpus satelity wykonany był ze stopu aluminium T-6061. Przenosił kamerę niskiej rozdzielczości C328, trójosiowy magnetometr (zbudowany przez Centrum Technologii Kosmicznych imienia Ångstroma z Uppsali) i kilka czujników temperatury. Pasywny układ kontroli położenia składał się magnesów stałych i prętów histerezy. Zasilany z akumulatorów litowo-polimerowych i ogniw słonecznych. Komputer pokładowy oparty był na 8-bitowych mikrokontrolerach PIC, serii 16 i 18. Komunikacja zapewniana była przez ręczny transceiver Yaesy VX-3R, wykorzystujący dwie anteny dipolowe, 2 metrową i 70 centymetrową.